# Murighiol, Tulcea
Murighiol este satul de reședință al comunei cu același nume din județul Tulcea, Dobrogea, România. În date de 16 iulie 1973, satul Murighiol, alături de alte 13 localități, a fost declarat în mod experimental sat de interes turistic denumit „sat turistic”.